# Falldalen
Falldalen är ett naturreservat i Årjängs kommun i Värmlands län.
Området är naturskyddat sedan 2009 och är 22 hektar stort. Reservatet omfattar två bäckar med mellanliggande höjd. Reservatet består av tallskog på höjderna, granskog längre ner och alsumpskog utmed delar av bäckarna. 